# Vercana
Vercana là một đô thị ở tỉnh Como trong vùng Lombardia, có cự ly khoảng 80 km về phía bắc của Milan và khoảng 45 km về phía đông bắc của Como. Tại thời điểm ngày 31 tháng 12 năm 2004, đô thị này có dân số 729 người và diện tích là 14,6 km².
Vercana giáp các đô thị: Colico, Domaso, Gera Lario, Livo, Montemezzo, Samolaco, Trezzone.